# Home Nations Femenino 1997
El Home Nations 1997 fue la segunda edición del principal torneo de rugby femenino europeo.

## Participantes
- Escocia
- Gales
- Inglaterra
- Irlanda

## Clasificación
| Pos. | País       | Partidos | Partidos | Partidos  | Partidos | Anotación | Anotación | Anotación  | Puntos |
| Pos. | País       | Jugados  | Ganados  | Empatados | Perdidos | A favor   | En contra | Diferencia | Puntos |
| ---- | ---------- | -------- | -------- | --------- | -------- | --------- | --------- | ---------- | ------ |
| 1    | Inglaterra | 3        | 3        | 0         | 0        | 79        | 25        | +54        | 6      |
| 2    | Escocia    | 3        | 2        | 0         | 1        | 51        | 16        | +35        | 4      |
| 3    | Gales      | 3        | 1        | 0         | 2        | 70        | 127       | -57        | 2      |
| 4    | Irlanda    | 3        | 0        | 0         | 3        | 8         | 82        | -84        | 0      |

## Resultados
| 12 de enero | Escocia | 10 - 0 | Gales |  |  |

| 26 de enero | Inglaterra | 23 - 3 | Escocia |  |  |

| 26 de enero | Gales | 32 - 5 | Irlanda |  |  |

| 9 de febrero | Irlanda | 0 - 32 | Inglaterra |  |  |

| 23 de febrero | Escocia | 28 - 3 | Irlanda |  |  |

| 3 de marzo | Irlanda | 22 - 6 | Gales |  |  |

| 9 de marzo | Gales | 22 - 24 | Inglaterra |  |  |

| Bandera de Inglaterra |
| Campeón Inglaterra    |
| Segundo título        |